# Stephen Goldin
Stephen Charles Goldin (geboren am 28. Februar 1947 in Philadelphia, Pennsylvania) ist ein amerikanischer Science-Fiction-Autor.

## Leben
Goldin ist der Sohn von David Goldin und Frances, geborene Cohen. Er studierte an der University of California, Los Angeles, wo er 1968 mit einem Bachelor in Astronomie abschloss.
Nach dem Studium arbeitete er bis 1972 als Wissenschaftler für Navy Space Systems Activity in El Segundo, eine Abteilung im Raumfahrtprogramm der US Navy, danach kurze Zeit als Manager eines Lebensmittelladens in Rosemead und anschließend für Jaundice Press als Redakteur der Zeitschriften San Francisco Ball und National Ball (1973–1974), die dem Leser eine Mischung aus Sex, Humor und Comics in Underground-Optik boten und wo er nach eigener Aussage lernte, schnell, witzig und deftig zu schreiben.
In den folgenden Jahren arbeitete Goldin vorwiegend als freier Schriftsteller, zwischenzeitlich aber auch als Herausgeber des SFWA Bulletin (1975–1977), der Vierteljahresschrift der Science Fiction and Fantasy Writers of America, und der L5 News (1981–1983), der Zeitschrift der L5 Society, die das Projekt einer Weltraumkolonie verfolgte.
Schon während seiner Studienzeit hatte Goldin eine Science-Fiction-Erzählung (The Girls on USSF 193, 1965) veröffentlicht. Einige weitere Kurzgeschichten folgten, Romane erst 10 Jahre später mit Caravan und Herds, beide 1975.
1976 erschien der Roman Imperial Stars, eine Space Opera und erster Band einer zehnbändigen Saga, in der eine kaiserliche Familie über ein Sternenreich herrscht. Die Artistenfamilie D’Alembert stammt von einem Planeten mit hoher Schwerkraft und ihre Mitglieder verfügen daher über außergewöhnliche körperliche Fähigkeiten. Insgeheim sind die Artisten Agenten des Kaiserhauses, die mit verschiedenen gegen das Reich gerichteten Bedrohungen fertig werden müssen, im ersten Band ist es eine Gruppe eingeschleuster Assassinen, die unschädlich gemacht werden.
Imperial Stars basiert auf einer gleichnamigen Kurzgeschichte von E. E. Smith von 1964; auch in den folgenden Bänden verwendete Goldin die von Smith entwickelten Charaktere. Alle zehn Bände erschienen bis 1986 auch in deutscher Übersetzung. Nicht zuletzt aus Copyrightsgründen wurde E.E. Smith hier allerdings als Urheber der "Serie um die Familie D’Alembert" bezeichnet, die dann laut der deutschen Rückseitentexte lediglich "posthum durch Stephen Goldin vollendet wurde", obwohl Goldin eigentlich anhand der originalen Kurzgeschichte von Smith als Grundlage die gesamte Romanreihe selbst verfasst hat. 2010 erschien dann die Family D’Alembert-Saga als Agents of ISIS in einer überarbeiteten Fassung; der erste Band Tsar Wars wurde dabei ganz neu geschrieben und die Folgebände entsprechend angepasst.
1976 erschienen auch die beiden Romane Scavenger Hunt und Finish Line, in denen es um eine interstellare Schnitzeljagd – das ist die Übersetzung von scavenger hunt – geht, die alle 20 Jahre veranstaltet wird und bei der mit Einsatz aller Mittel auf verschiedenen Planeten bestimmte Artefakte gefunden werden müssen. Die deutsche Übersetzung beließ es beim Titel bei Scavenger-Jagd.
Goldin war von 1962 bis 1982 mit Kathleen McKinney verheiratet, die als Schriftstellerin unter dem Namen Kathleen Sky bekannt ist. 1987 heiratete er Mary Mason. Mit beiden Ehefrauen hat er schriftstellerisch zusammengearbeitet.

## Bibliographie

### Serien
Angel in Black (Kurzgeschichten)
- Bride of the Wind (1970)
- For Services Rendered (1970)
- The Chenoo (1971)
- In the Land of Angra Mainyu (1975)
- The Masai Witch (1983)

Family D’Alembert (entwickelt aus einer Kurzgeschichte von Edward E. Smith)
- 1 Imperial Stars (1976)
  - Deutsch: Die stählerne Festung, übersetzt von Ingrid Rothmann. Bastei Lübbe TB #21094, 1977, ISBN 3-404-00740-9
- 2 Stranglers’ Moon (1976)
  - Deutsch: Der Killer-Mond, übersetzt von Leni Sobez. Bastei Lübbe TB #21096, 1977, ISBN 3-404-00777-8
- 3 The Clockwork Traitor (1977)
  - Deutsch: Die Robot-Bombe, übersetzt von Ingrid Rothmann. Bastei Lübbe TB #21098, 1977, ISBN 3-404-00794-8
- 4 Getaway World (1977)
  - Deutsch: Der Asyl-Planet, übersetzt von Ingrid Rothmann. Bastei Lübbe TB #21102, 1978, ISBN 3-404-00917-7
- 5 Appointment at Bloodstar (1978, auch als The Bloodstar Conspiracy)
  - Deutsch: Treffpunkt Todesstern, übersetzt von Ingrid Rothmann. Bastei Lübbe TB #21115, 1979, ISBN 3-404-01236-4
- 6 The Purity Plot (1978)
  - Deutsch: Das Puritaner-Komplott, übersetzt von Ingrid Rothmann. Bastei Lübbe TB #21127, 1980, ISBN 3-404-21127-8
- 7 Planet of Treachery (1982)
  - Deutsch: Verräterwelt, übersetzt von Ingrid Rothmann. Bastei Lübbe TB #23055, 1986, ISBN 3-404-23055-8
- 8 Eclipsing Binaries (1983)
  - Deutsch: Die Doppelgänger-Falle, übersetzt von Ingrid Rothmann. Bastei Lübbe TB #23058, 1986, ISBN 3-404-23058-2
- 9 The Omicron Invasion (1984)
  - Deutsch: Die Omikron-Invasion, übersetzt von Ingrid Rothmann. Bastei Lübbe TB #22095, 1986, ISBN 3-404-22095-1
- 10 Revolt of the Galaxy (1985)
  - Deutsch: Tod dem Sternenkaiser, übersetzt von Ingrid Rothmann. Bastei Lübbe TB #22097, 1986, ISBN 3-404-22097-8
- "Weltraumzirkus D’Alembert: Die Geheimagenten des Imperiums", Sammelband 1 (1–5), Bastei Lübbe TB #23182, 1996, ISBN 3-404-23182-1
- "Weltraumzirkus D’Alembert: Der letzte Einsatz", Sammelband 2 (6–10), Bastei Lübbe TB #23182, 1996, ISBN 3-404-23183-X

Agents of ISIS (Überarbeitete Neuausgabe der "Family D’Alembert")
- 1 Tsar Wars (2010)
- 2 Treacherous Moon (2010)
- 3 Robot Mountain (2010)
- 4 Sanctuary Planet (2010)
- 5 Stellar Revolution (2010)
- 6 Purgatory Plot (2010)
- 7 Traitors’ World (2010)
- 8 Counterfeit Stars (2010)
- 9 Outworld Invaders (2010)
- 10 Galactic Collapse (2010)

Scavenger Hunt
- 1 Scavenger Hunt (1976)
  - Deutsch: Scavenger-Jagd. Heyne SF&F #3582, 1978, ISBN 3-453-30477-2.
- 2 Finish Line (1976)
- Scavenger Hunt (2001, Sammelausgabe von 1 und 2)

Mindsaga
- 1 Mindflight (1978)
- 2 Mindsearch (2002)

Star Trek (Bantam Books)
- 7 Trek to Madworld (1979)
  - Deutsch: Das private Universum. Pabel (Terra Taschenbuch #328), 1980.

Rehumanization of Jade Darcy
- 1 Jade Darcy and the Affair of Honor (1988, mit Mary Mason)
- 2 Jade Darcy and the Zen Pirates (1990, mit Mary Mason)

The Parsina Saga
- 1 Shrine of the Desert Mage (1988)
- 2 The Storyteller and the Jann (1988)
- 3 Crystals of Air and Water (1989)
- 4 Treachery of the Demon King (2002)
- The Dungeons of Ravan (1985, Kurzgeschichte)
- The Castle at the Top of the World (1986, Kurzgeschichte)

Deborah Rabinowitz Mysteries / Detective William Hoy
- The Height of Intrigue (1994, Kurzgeschichte)
- The Sword Unswayed (1998, Kurzgeschichte)
- Alien Murders (2009, Sammlung)

### Einzelromane
- Caravan (1975)
- Herds (1975)
- Assault on the Gods (1977)
  - Deutsch: Anschlag auf die Götter. Übersetzt von Peter Pape. Bastei Lübbe #21120, 1979, ISBN 3-404-01394-8.
- The Eternity Brigade (1980)
- Crossroads of the Galaxy (1981, als Steven Charles, auch als Nexus 1: Crossroads of the Galaxy)
- A World Called Solitude (1981)
  - Deutsch: Der Letzte der Robotwelt. Übersetzt von Karl Schneider. Knaur-Science-fiction #5801, 1985, ISBN 3-426-05801-4.
- And Not Make Dreams Your Master (1981)
  - Deutsch: Sklaven der Träume. Knaur Science Fiction & Fantasy #5780, 1984, ISBN 3-426-05780-8.
- Polly! (2008)
- Quiet Post (2014)
- Into the Out (2016)

### Sammlungen
- The Last Ghost and Other Stories (1999)
- Star Rooks (2004, mit Kathleen Sky)
- Angel in Black (2010)
- Ghosts, Girls, & Other Phantasms (2011)

### Anthologien
- Protostars (1971, mit David Gerrold)
- Generation (1972, mit David Gerrold)
- The Alien Condition (1973)
- Alternities (1974, mit David Gerrold)
- Ascents of Wonder (1977, mit David Gerrold)

### Kurzgeschichten
- The Girls on USSF 193 (1965)
  - Deutsch: Die Mädchen von USSF 193. In: Michael Nagula (Hrsg.): Der zeitlose Traum. Ullstein Science Fiction & Fantasy #31080, 1977, ISBN 3-548-31080-X.
- Sweet Dreams, Melissa (1968)
  - Deutsch: Träum süß, Melissa. In: Wolfgang Jeschke (Hrsg.): Science Fiction Story Reader 5. Heyne SF&F #3473, 1975, ISBN 3-453-30355-5.
- The Last Ghost (1971)
  - Deutsch: Der letzte Geist. In: Wolfgang Jeschke (Hrsg.): Die große Uhr. Heyne SF&F #3541, 1977, ISBN 3-453-30434-9.
- The World Where Wishes Worked (1971)
- Stubborn (1972)
  - Deutsch: Dickschädel. In: Hans Joachim Alpers (Hrsg.): Kopernikus 2. Moewig Science Fiction #3514, 1981, ISBN 3-8118-3514-9.
- Harriet (1973, mit C. F. Hensel)
- Nor Iron Bars a Cage (1973, mit C. F. Hensel)
- A Nice Place to Visit (1973)
- Of Love, Free Will and Grey Squirrels on a Summer Evening (1974)
- But As a Soldier, For His Country (1974)
- Prelude to a Symphony of Unborn Shouts (1975)
- Xenophobe (1975)
- When There’s No Man Around (1977)
- Portrait of the Artist as a Young God (1977)
- Painting the Roses Red (1980, mit Kathleen Sky)
- Apollyon Ex Machina (1980)
  - Deutsch: Appolyon ex Machina. In: Roy Torgeson (Hrsg.): Versuch dich zu erinnern. Playboy Science Fiction #6726, 1982, ISBN 3-8118-6726-1.
- The Devil Behind the Leaves (1981, mit Kathleen Sky)
- One Step at a Time (1982, mit Grant Carrington)
- Grim Fairy Tale (1999)
- Haunted Houses (1999)
- The Djinn Garden (2009)
- Prolog (2010)

### Sachliteratur
- The Business of Being a Writer (1982, mit Kathleen Sky)